# Seagram’s Seven Crown
Seagram’s Seven Crown (или Seagram’s Seven) — смешанный американский виски производства компании Diageo.
Seagram’s Seven как правило употребляют в комбинации с безалкогольными напитками, например колой или лимонной содовой. Seagram’s Seven смешанный с 7 Up известен как «7 and 7». Кроме того часто используется в Манхеттенском коктейле. Крепость — 40 % алкоголя по объёму.

## История
Виски Seven Crown был популярен в 1970-х, но спрос заметно упал в 1980-е и 1990-е, как и другие сорта виски, из-за роста популярности водки и рома. В 1970-м было продано тридцать два миллиона бутылок, в то время как в 1993-м только восемь миллионов.